# Trigance
 Trigance  (en occitano Trigança) es una población y comuna francesa, que se encuentra en la región de Provenza-Alpes-Costa Azul, departamento de Var, en el distrito de Draguignan y cantón de Comps-sur-Artuby.

## Demografía
| 106 | 100 | 107 | 122 | 120 | 150 |
| Para los censos de 1962 a 1999 la población legal corresponde a la población sin duplicidades (Fuente: INSEE [Consultar]) |     |     |     |     |     |